# 4622 Solovjova
4622 Solovjova (1979 WE2) là một tiểu hành tinh nằm phía ngoài của vành đai chính được phát hiện ngày 16 tháng 11 năm 1979 bởi L. I. Chernykh ở Nauchnyj.